# کومیتان
کومیتان (به اسپانیایی: Comitán) از شهرهای کشور مکزیک است که در ایالت چیاپاس قرار دارد و جمعیت آن طبق سرشماری سال ۲۰۱۰ میلادی ۱۲۸٬۹۴۱ نفر بوده است.